# Lalita Babar
Lalita Babar (ur. 2 czerwca 1989) – indyjska lekkoatletka specjalizująca się w biegach długodystansowych.
W 2014 zdobyła brązowy medal na dystansie 3000 metrów z przeszkodami podczas igrzysk azjatyckich w Inczon. Mistrzyni Azji z Wuhanu (2015). W tym samym roku była ósma podczas mistrzostw świata w Pekinie. Dziesiąta zawodniczka igrzysk olimpijskich w Rio de Janeiro (2016).
Złota medalistka mistrzostw Indii.
Rekord życiowy w biegu na 3000 metrów z przeszkodami: 9:27,09 (29 kwietnia 2016, Nowe Delhi) – wynik ten jest byłym rekordem Indii. W 2016 została uhonorowana nagrodą Arjuna Award.

## Osiągnięcia
| Rok  | Impreza                    | Miejsce        | Konkurencja                        | Lokata      | Wynik    |
| ---- | -------------------------- | -------------- | ---------------------------------- | ----------- | -------- |
| 2009 | Halowe igrzyska azjatyckie | Hanoi          | bieg na 3000 metrów                | 8. miejsce  | 10:22,27 |
| 2010 | Igrzyska Wspólnoty Narodów | Nowe Delhi     | bieg na 10 000 metrów              | 8. miejsce  | 35:03,49 |
| 2014 | Igrzyska azjatyckie        | Inczon         | bieg na 3000 metrów z przeszkodami | 3. miejsce  | 9:35,37  |
| 2015 | Mistrzostwa Azji           | Wuhan          | bieg na 3000 metrów z przeszkodami | 1. miejsce  | 9:34,13  |
| 2015 | Mistrzostwa świata         | Pekin          | bieg na 3000 metrów z przeszkodami | 8. miejsce  | 9:29,64  |
| 2016 | Igrzyska olimpijskie       | Rio de Janeiro | bieg na 3000 metrów z przeszkodami | 10. miejsce | 9:22,74  |